# 정길
정길(鄭吉, ? ~ 기원전 48년)은 전한 후기의 군인으로, 회계군 사람이다. 병졸로서 여러 차례 서역에 출정하여, 거기서 낭이 되었다. 힘이 좋고 의지가 굳건하여 외국의 일을 잘 알았다.

## 개요
지절 2년(기원전 68년), 한나라는 정길을 시낭으로 임명하여, 거려(渠黎)에 파견해 죄인에게 형을 면제해 주면서 둔전으로 경작시키고 자금을 모아 차사국을 공격하려고 했다. 수확이 끝나면 정길은 주변의 나라들로부터 군사를 징병해, 자신이 인솔하는 둔전병 1500명과 함께 차사국을 공격했다. 차사는 흉노에게 원군을 요청했지만, 흉노의 원군도 정길이 요격에 나오면 전진하지 않고, 차사왕은 오손으로 도주했다. 한나라에서는 정길을 위사마(衞司馬)로 삼고, 또 호선선이서교위(護鄯善以西校尉)에 임명하여 선선 이서의 남방을 지키게 하였다.
신작 2년(기원전 60년) 흉노가 혼란에 빠지면서, 흉노의 일축왕(선우의 사촌형) 선현전이 한나라에 항복을 정길에게 타진했다. 정길은 거려, 구자의 군사를 징병해 일축왕과 그가 인솔해 온 12,000명을 맞아 도중에 배반한 사람은 참형에 처하면서 장안까지 연행했다.
일축왕의 항복으로 정길은 '호차사사이서북도'(護車師以西北道)라는 벼슬까지 겸하여 서역 남북 두 곳의 사령관이 되어 '서역도호'(西域都護)(「도」는 큰, 모두 라는 의미)가 되었다. 신작 3년 기원전 59년, 정길은 이전의 공적과 함께 안원후(安遠侯)에 봉해졌고, 항복한 일축왕은 이때 귀덕후(歸德侯)에 봉해졌다.
정길은 도호의 사령부(서역도호부)를 서역의 중심으로 두고, 룬타이 오루성(烏壘城)에 만든 진을 근거지로 서역 제국의 진무에 종사했다.
초원 원년(기원전 48년)에 정길은 사망하여 목후(繆侯)의 시호를 얻었다. 안원후는 아들 정광이 이었다.

## 같이 보기
- 선선
- 차사
- 서역도호부

## 출전
- 한서(漢書) 권17 경무소선원성공신표(景武昭宣元成功臣表), 권70 정길전(鄭吉傳), 권96 서역전(西域傳)